# Wapen van Waterloo

Wapen van Waterloo

Het wapen van Waterloo is het gemeentelijke wapen van de Waals-Brabantse gemeente Waterloo. Het wapen werd in 1914 aan de gemeente Waterloo toegekend, het is sindsdien niet gewijzigd of in gebruik (her)bevestigd.

## Geschiedenis
Het wapen van Waterloo werd op 3 maart 1914 aan de Waals-Brabantse gemeente toegekend. De toekenning vond 100 jaar na de Slag bij Waterloo plaats. Het wapen toont de Leeuw van Waterloo die op het grondgebied van de naburige gemeente Braine-l'Alleud staat. Wel wat Waterloo gedurende het ancien régime afhankelijk van die plaats. Omdat de gemeente Waterloo geen gemeentelijke fusies heeft gekend, is het wapen nooit gewijzigd.

## Blazoenering
De blazoenering van het wapen uit 1981 luidt als volgt:
D'argent à une pyramide tronquée de sinople sommée d'un lion passant, posé sur un pidéestal, la dextre appuyée sur un boulet, le tout de sable.

Van zilver een afgekapte piramide van sinopel met daarop een gaande leeuw op een sokkel, de rechterpoot rustend op een bal, het geheel van sabel.
Het wapen is van zilver met daarop het monument de Leeuw van Waterloo. De heuvel waarop het beeld staat is groen en het beeld, inclusief sokkel, is zwart.